# Трамплин

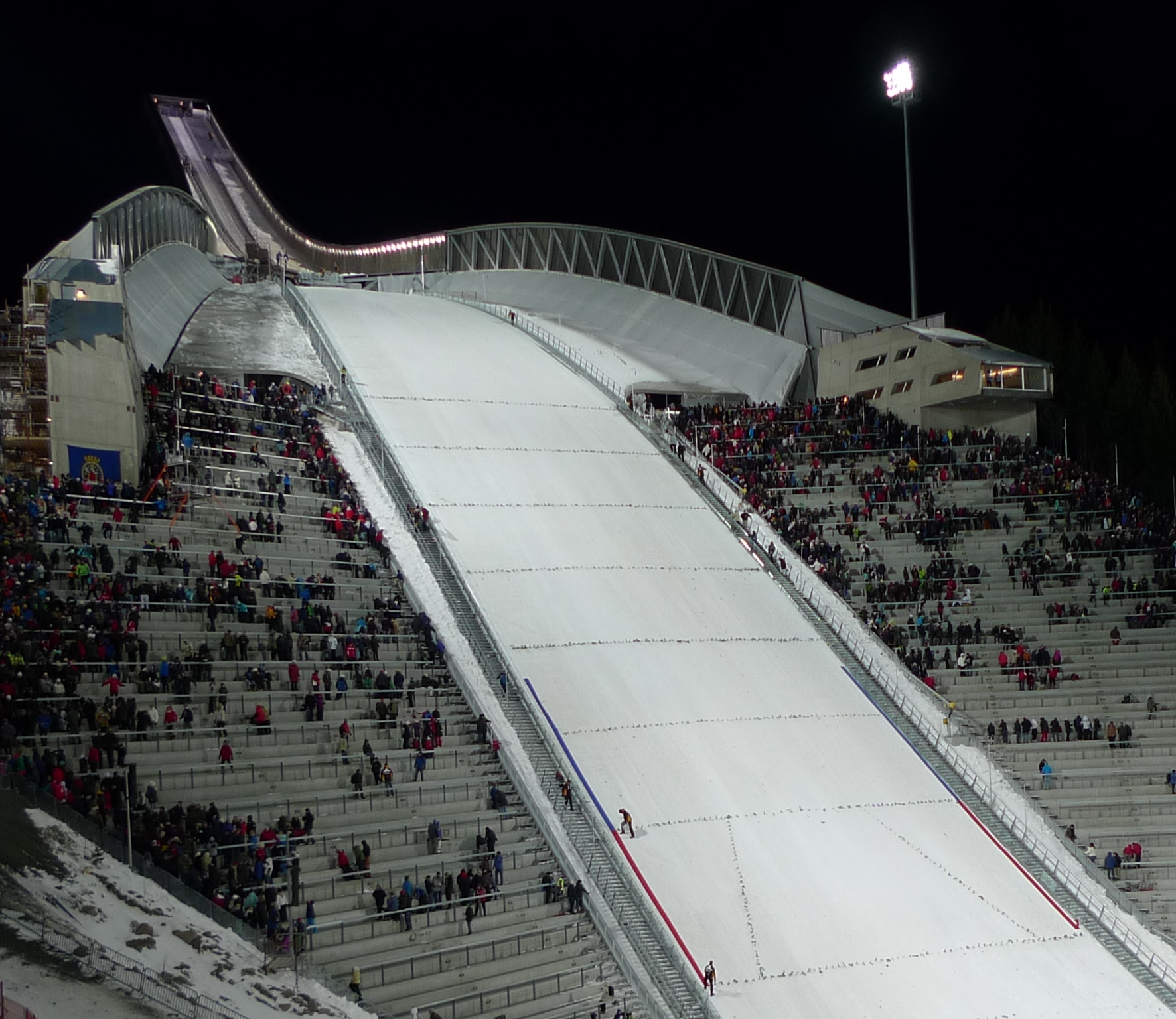
Трамплин в Хольменколлене (Осло). Справа и слева горы разгона и приземления хорошо видны ветрозащитные экраны.

Трамплин — спортивное сооружение для проведения соревнований и тренировок в дисциплине «Прыжки на лыжах с трамплина». Трамплин представляет собой сложный инженерный комплекс, рассчитанный на просмотр прыжков большим количеством зрителей. Например, трибуны трамплина в Виллингене (Германия) вмещают 38 тысяч зрителей.

## История
Первые трамплины были естественного происхождения. В начале XX века с ростом популярности прыжков на лыжах как самостоятельного вида спорта стали появляться искусственные трамплины. В 1925 году в Гармиш-Партенкирхене был построен один из старейших трамплинов в Европе.
В настоящее[какое?] время в Германии, где прыжки на лыжах с трамплина — один из популярнейших зимних видов спорта, их построено свыше 320. В 1969 году были проведены первые соревнования на полётном трамплине в Планице (Великанка).
Изменение техники прыжков и увеличение дальности, в том числе и из-за появления V-стиля привело, в том числе, и к изменению профиля трамплинов. В 1980—2000-х годах многие старые трамплины пришлось полностью перепрофилировать или даже построить заново. Так трамплин в Гармиш-Партенкирхене был перестроен в 2007 году и теперь отвечает требованиям FIS.
Современные технологии и специальные покрытия позволяют также проводить соревнования и летом.

## Устройство трамплина
Трамплины состоят из:
- стартовой площадки,
- горы разгона,
- стола отрыва с уклоном около 10°,
- горы приземления,
- площадки остановки.

Трамплин для проведения соревнований высокого класса рекомендуется[кем?] оборудовать подъёмником или лифтом. Так трамплин для Зимних Олимпийских игр 2010 (Ванкувер) обеспечивает возможность интервала между повторными прыжками спортсменов в 6 минут.

## Разметка трамплина
По международным правилам по обеим сторонам горы приземления должна быть следующая продольная разметка:
- от K-точки до точки HillSize — красная лента
- от K-точки в сторону начала зоны приземления (P-точки) должна быть отложена синяя лента на расстояние, соответствующее расстоянию от К-точки до точки HillSize
- от линии падения в сторону точки HillSize должна быть протянута зелёная лента на расстояние, соответствующее расстоянию от К-точки до точки HillSize

На трамплинах, соответствующих международным стандартам, необходима также поперечная разметка. Линии поперёк горы приземления имеют важное значение, в частности, для зрителей и болельщиков, поскольку позволяют сразу определить приблизительное расстояние, которое пролетел спортсмен. Обычно на крупных международных соревнованиях они делаются из еловых веточек. По правилам первая линия должна проходить за 10 метров от начала зоны приземления (P-точки), далее до точки Hillsize линии должны проходить с интервалом в пять метров. Однако часто первые линии идут через 10 метров, а интервал в пять метров появляется в зоне прыжков сильнейших лыжников, то есть в районе К-точки и точки HillSize. Последняя линия — линия падения, которую при съёмке сверху можно различить по зелёной ленте продольной разметки, идущей от неё вверх вдоль горы приземления.

## Характеристики

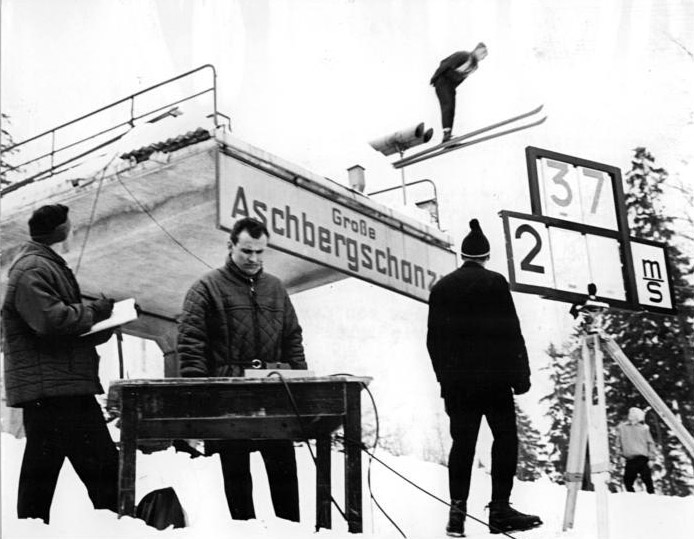
Замер скорости на столе отрыва и скорости ветра

Трамплины разделяют по расчётной длине прыжка (её также называют мощностью трамплина) на:
- учебные (< 20 м),
- малые (20—45 м),
- средние (46—74 м),
- нормальные (75—99 м),
- большие (100—130 м),
- трамплины для полётов (145—185 м).

При этом измеряется расстояние со стола отрыва до так называемой К-точки, где вогнутая часть склона переходит в выпуклую (красная точка на изображении).
Летом 2004 года был введён новый показатель измерения трамплина — точка Hillsize (HS). Hillsize — это та точка на склоне, где он имеет угол наклона 32°.
Для современных трамплинов типичен отрицательный угол наклона стола отрыва по отношению к горизонтали 6—12°.
Технический директор соревнований может влиять на скорость разгона, изменяя длину пробега на горе разгона перемещением стартовой площадки между более высоким или более низким положением в стартовых воротах. Типичная скорость на столе отталкивания трамплина с К-точкой 120—125 м — около 90—93 км/ч, на полётных трамплинах — 102—104 км/ч.
Один из основных и непредсказуемых факторов, влияющих на проведение соревнований, это погода (ветер). Для обеспечения равных условий для всех участников соревнований трамплинные комплексы строятся с учётом розы ветров района. В сильный снегопад соревнования могут быть отменены, так как заметает гору разгона. Другой причиной отмены соревнований может быть сильный туман.
Другой способ исключения погодного фактора — создание закрытых трамплинных комплексов. В 2007 году в Финляндии было предложен проект строительства закрытого трамплинного комплекса с искусственным микроклиматом, содержащего три трамплина, включая полётный трамплин, позволяющий совершать прыжки дальностью до 250 м.

## Рекорды
Лучшие по дальности прыжки фиксируются на многих трамплинах, в частности, на всех трамплинах, где проводятся этапы Кубка мира. Официальным рекордом считается самый далёкий прыжок выполненный по правилам в рамках официальных соревнований на Кубок Мира. Достижения, показанные во время тренировки, могут быть зарегистрированы только как неофициальные. Прыжок Янне Ахонена на 240 м на трамплине в Планице (Словения) не был зарегистрирован как официальный, так как спортсмен не удержался на ногах при приземлении. Официальный мировой рекорд (253,5 м) был установлен 17 марта 2017 года на полётном трамплине в Викерсунде и принадлежит Штефану Крафту (Австрия).

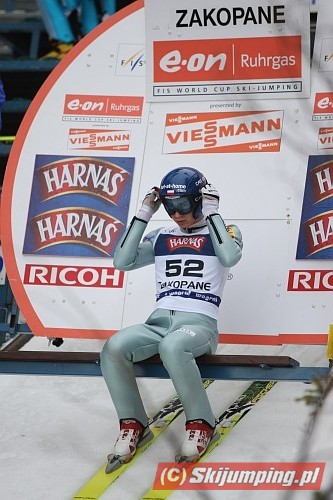
Спортсмен готовится к прыжку

Рекордные прыжки на трамплинах травмоопасны, так как спортсмены приземляются на тот участок горы приземления, где уклон уже исчезает. Поэтому на соревнованиях технический директор может намеренно уменьшить длину разгона, если опасается, что у лучших спортсменов прыжки могут оказаться опасно далёкими.

## Трамплины в России
Первый российский трамплин был построен под Петербургом в 1906 году.
В 1974 году в Красноярске в урочище Каштак был построен самый большой в СССР 100-метровый трамплин. До начала 80-х годов каждый год в марте на нём проходил чемпионат СССР по полётам на лыжах с трамплина. Также в урочище Каштак находились 75-метровый и 40-метровый тренировочный трамплины. Ещё четыре трамплина — 20, 40, 70 и 90 метров — находились на Николаевской сопке.
В России по состоянию на 2012 год насчитывается около тридцати трамплинов, требованиям FIS из них отвечает только открытый в конце 2011 года трамплинный комплекс в городе Чайковском (Пермский край). В марте 2012 года на трамплинах в Чайковском прошли первые соревнования — чемпионат России.
По данным на весну 2012 года в России ведётся строительство ещё трёх современных трамплинных комплексов: в Нижнем Тагиле, Нижнем Новгороде и Сочи (Красной Поляне). Сочинский комплекс послужил ареной проведения прыжкового турнира Зимних Олимпийских Игр в Сочи.
Нижнетагильский комплекс на Долгой горе ввели в эксплуатацию во второй половине 2012 года. Крупнейший в стране трамплин находился в Нижнем Новгороде. K-Point 110 m, Рекорд трамплина 124 м (Дмитрий Васильев). Однако с 2006 года он был в нерабочем состоянии, требовал капитального ремонта. В 2011 году он был разобран. C 2012 года в Нижнем Новгороде готовятся работы по возведению нового трамплинного комплекса (K-125 + K-90 + K-60). Комплекс сможет принимать соревнования всех уровней (как российские, так и международные).
В феврале 2012 года была открыта первая очередь олимпийского комплекса трамплинов в Красной Поляне. Характеристики трамплина — K-точка:125 м, HS:140 м, вместимость трибун 20 000 зрителей. 18 февраля 2012 года в рамках этапа Кубка России по прыжкам с трамплина состоялся первый официальный прыжок с нового олимпийского объекта, который совершил победитель этапа Кубка России Дмитрий Спорынин. Полностью ввести комплекс в эксплуатацию планируется в декабре 2012 года.
В феврале 2019 года было подписано соглашение о строительстве трамплинов в Красноярске.

## Список
Ниже перечислены характеристики трамплинов, на которых проводились соревнования на Кубок мира (2008—2009) и Чемпионата мира по прыжкам на лыжах.
| №  | сезон 2008-09 | Страна    | Город               | Трамплин                   | HS (м.) | K-point (м.) | Рекорд (м.) | Примечание           |
| 1  | 28-29 Ноября  | Финляндия | Куусамо             | Ruka                       | 142     | 120          | 148         |                      |
| 2  | 6-7 Декабря   | Норвегия  | Тронхейм            | Granasen                   | 140     | 124          | 143         |                      |
| 3  | 13-14 Декабря | Италия    | Праджелато          | Stadio del Trampolino      | 140     | 125          | 144         |                      |
| 4  | 20-21 Декабря | Швейцария | Энгельберг          | Gross-Titlis-Schanze       | 140     | 125          | 141         |                      |
| 5  | 29 Декабря    | Германия  | Оберстдорф          | Schattenbergschanze        | 137     | 120          | 143.5       | Турне 4-х трамплинов |
| 6  | 1 Января      | Германия  | Гармиш-Партенкирхен | Große Olympiaschanze       | 140     | 125          | 141         | Турне 4-х трамплинов |
| 7  | 4 Января      | Австрия   | Инсбрук             | Bergisel                   | 130     | 120          | 134.5       | Турне 4-х трамплинов |
| 8  | 6 Января      | Австрия   | Бишофсхофен         | Paul-Ausserleitner-Schanze | 140     | 125          | 143         | Турне 4-х трамплинов |
| 9  | 10-11 Января  | Австрия   | Бад-Миттерндорф     | Kulm                       | 200     | 185          | 244         | полётный             |
| 10 | 16-17 Января  | Польша    | Закопане            | Wielka Krokiew             | 134     | 120          | 140         |                      |
| 11 | 24-25 Января  | Канада    | Уистлер (Ванкувер)  | Whistler Olympic Park      | 140     | 125          | 149         |                      |
| 12 | 31-Янв 1-Фев  | Япония    | Саппоро             | Okurayama                  | 134     | 120          | 140         |                      |
| 13 | 7-8 Февраля   | Германия  | Виллинген           | Mьhlenkopfschanze          | 145     | 130          | 152         |                      |
| 14 | 11 Февраля    | Германия  | Клингенталь         | Vogtland-Arena             | 140     | 125          | 142.5       |                      |
| 15 | 14-15 Февраля | Германия  | Оберстдорф          | Heini-Klopfer-Schanze      | 213     | 185          | 223         | полётный             |
| 16 | 21 Февраля    | Чехия     | Либерец             | Ještěd «B»                 | 100     | 90           | 105         | Чемпионат мира       |
| 17 | 27-28 Февраля | Чехия     | Либерец             | Ještěd «A»                 | 134     | 120          | 139         | Чемпионат мира       |
| 18 | 7-8 Марта     | Финляндия | Лахти               | Salpausselkä,              | 130     | 116          | 135.5       |                      |
| 19 | 10 марта      | Финляндия | Куопио              | Puijo                      | 127     | 120          | 135.5       |                      |
| 20 | 13 марта      | Норвегия  | Лиллехаммер         | Lysgerdsbakken             | 138     | 123          | 143         |                      |
| 21 | 14-15 Марта   | Норвегия  | Викерсунд           | Vikersundbakken            | 225     | 200          | 251.5       | полётный             |
| 22 | 20-22 Марта   | Словения  | Планица             | Летальница                 | 215     | 185          | 250         | полётный             |